# Keilbachia flabellata
Keilbachia flabellata är en tvåvingeart som beskrevs av Heikki Hippa och Pekka Vilkamaa 2007. Keilbachia flabellata ingår i släktet Keilbachia och familjen sorgmyggor.
Artens utbredningsområde är Myanmar. Inga underarter finns listade i Catalogue of Life.